# لحمة متوسطة للقطاع الجلدي

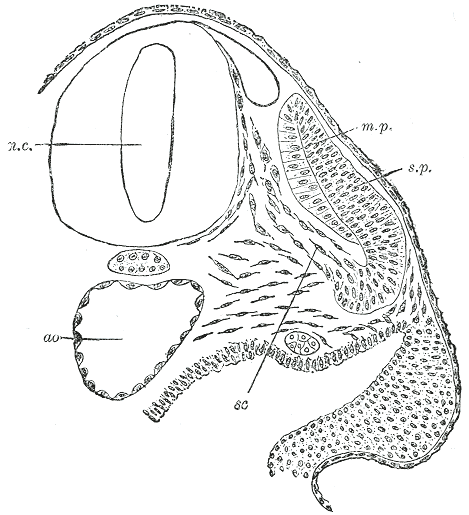

اللحمة المتوسطة للقطاع الجلدي أوالصفيحة الجلدية هو الجزء الظهري من الجسيدة للأَديمُ المُتوسِّط المجاور للمحور والتي تنشأ عنها طبقة الأدمة.
كما تُعرف أيضآ «بالقطاع الجلدي»، ولكن لا ينبغي أن يتم الخلط بينها وبين باحة القطاع الجلدي، والتي تُسمّى أيضًا «بالقطاع الجلدي» في بعض الأحيان، (ويرتبط المفهومان ببعضهما، ولكن الصفيحة الجلدية تُعد هيكلاً في الأجنة بينما توجد باحة القطاع الجلدي عند البالغين).